# International Species Information System
Pour les articles homonymes, voir Isis (homonymie).
L’International Species Information System (ISIS littéralement le système international d’information sur les espèces) est un système d'inventaire par ordinateur créé aux États-Unis (au zoo du Minnesota) en 1973 pour recueillir l'information sur les animaux des espèces sauvages maintenues en captivité.
En 1989, il est devenu un organisme indépendant doté d'un Conseil d'administration.
En 2016, ISIS est renommé Species360.

## Base de données et logiciels
ISIS a créé plusieurs logiciels permettant un meilleur suivi des parcs sur leurs animaux (suivi vétérinaire, programmes d’élevage) ainsi qu'une base de données en ligne de l'ensemble des animaux entretenus par les zoos membres, qui répertorie leurs espèces, sous-espèces, genre et naissance.
- En février 2002, la base de données partagée par la communauté mondiale des zoos et des aquariums comprenait des informations sur plus de 322 000 spécimens vivants de tétrapodes, plus de 134 000 poissons (la plupart enregistrés en groupes d'individus), plus un plus grand nombre de leurs ancêtres[2].
- En 2008, cette base contient de l'information sur 2 millions d'animaux, répartis approximativement en 15 000 taxons représentant 10 000 espèces.

Trois outils logiciels ont été développés pour les ordinateurs personnels :
- ARKS (Animal Records Keeping System) pour le maintien des documents de base des spécimens, dans lesquels on retrouve l'âge, le sexe, les parents, le lieu de naissance et la circonstance de la mort de chaque animal qu'on identifie grâce à un numéro qu'il porte toute sa vie,
- MedARKs (Medical Animal Records Keeping System) pour les registres vétérinaires,
- SPARKS (Single Population Animal Records Keeping System) pour les studbooks, les analyses démographiques et génétiques et les plans de survie des espèces.

ISIS produit des inventaires par édition de routine et d'autres rapports sur demande. Ayant recueilli des données sur plusieurs décennies, ISIS est également une source d'information de la communauté zoologique très crédible pour une utilisation par les conventions internationales et les organismes de réglementation.
Les logiciels fournis par ISIS sont utilisés par 825 institutions dans 76 pays différents.